# منظمات حقوق الإنسان في الأراضي المحتلة
منظمات حقوق الإنسان في الأراضي المحتلة هي منظمات غير حكومية وغير هادفة للربح، وهي تعارض الاحتلال الإسرائيلي وتعمل على إنهاءه لأنه سبب في انتهاك حقوق الإنسان. تناضل هذه المنظمات من أجل حقوق الإنسان في الأراضي المحتلة، وحق العرب في مناهضة التعذيب على أيدي السلطات الإسرائيلية، وحقهم في الرعاية الصحية وهذا الحق هو الحق الأساسي الذي تشتق منه الحقوق الأخرى، وحقهم في المساواة بين العرب واليهود في الأراضي المحتلة وتحسين أوضاع ومكانة المواطنين العرب الفلسطينيين في إسرائيل، وتحقيق العدالة وغيرها من الحقوق. ولكن تلك القوى والمنظمات محدودة التأثير في المجتمع الإسرائيلي، ومنها:

## منظمة بتسيلم
بتسيلم منظمة مستقلة وحيادية، تأسست عام 1989 على يد مجموعة من المفكرين والقانونيين والصحفيين وأعضاء الكنيست، تتلخص أهدافها الأساسية في النضال ضد انتهاكات حقوق الإنسان في الأراضي المحتلة من خلال توثيقها ونشرها للجمهور ووضعها أمام صانعي القرار، ومحاربة ظاهرة الإنكار القائمة في المجتمع الإسرائيلي، والمساهمة في خلق ثقافة حقوق الإنسان في إسرائيل. تكرس المنظمة اهتماماتها لتغيير سياسة حكومة إسرائيل في الأراضي المحتلة، وهي تقوم بواجبها في الحفاظ على حقوق الإنسان والالتزام الصارم بتعاليم القانون الدولي. 

تمول نشاطات المنظمة عن طريق صناديق التبرعات في أوروبا وأمريكا، والتي تدعم فعاليات حقوق الإنسان في أرجاء العالم، وكذلك عن طريق تبرعات من شخصيات مختلفة في البلاد وفي العالم. استطاع مركز بتسيلم خلال سنوات نشاطاته أن يحتل مركزاً مرموقاً في المجتمع الدولي لدى منظمات حقوق الإنسان، وفي عام 1989 حصل المركز على جائزة كاتر لحقوق الإنسان، تولى بتسيلم أهمية خاصة لمصداقية التقارير والمعلومات التي تنشرها، إذ يعكس الاهتمام بالتوثيق رغبة بتسيلم في نقل أكثر قدر ممكن من المعلومات إلى مواطني إسرائيل. وتعتبر انها منظمة حقوقية يديرها يهود وعرب إسرائيل وتفضح بشكل دائم ممارسات سلطات الاحتلال الإسرائيلي.اشتق اسم بتسيلم"בצלם" من أية في سفر التكوين تقول «خلق الله الإنسان على صورته، على صورة الله، فخلقه ذكراً وأنثى خلقهم» سفر التكوين الإصحاح 27. وفي عام 2007 بدأت المنظمة بمشروع «مسلحين بالكاميرات» التي وفرت كاميرات فيديو لأكثر من مائة فلسطيني في المناطق المعرضة للصراع وانتهاكات حقوق الإنسان، وقد وثق هذا المشروع العشرات من حالات العنف من قبل الجنود الإسرائيليين والمستوطنين. كما قامت بنشر تقارير حول عمليات التعذيب وسياسة إطلاق الرصاص بأيدي القوات الإسرائيلية، وفرض القيود حول حرية التنقل وغيرها من التقارير.

## منظمة كسر الصمت
تأسست المنظمة عام 2004 من قبل مجموعة من الجنود الذين خدموا في مدينة الخليل، وشارك فيها جنود وجنديات ممن خدموا وما زالوا يخدمون في وحدات عسكرية وأماكن مختلفة في الأراضي المحتلة. أعضاء هذه المنظمة هم جنود محررين يعملون على جمع إفادات وشهادات من الجنود الذين خدموا في الأراضي المحتلة منذ اندلاع الانتفاضة الفلسطينية الثانية فصاعداً.

تهدف المنظمة إلى زيادة الوعي عن حقيقة الواقع في الأراضي المحتلة. يقدم هؤلاء الجنود إفادات عن طبيعة العمليات العسكرية في تلك المناطق من اعتداءات وتدمير الممتلكات، والتي لا يزال الجيش مصراً على الادعاء أنها «حالات استثنائية»؛ عندما عاد هؤلاء الجنود المحررون إلى الحياة المدنية اكتشفوا الفجوة بين حقيقة ما يحدث في الأراضي المحتلة وبين الصمت واللامبالاة في المجتمع الإسرائيلي. فقامت المنظمة في محاولة لإيصال أصوات هؤلاء الجنود لتجعل المجتمع الإسرائيلي يعترف بما يصنعه في الأراضي المحتلة في فلسطين.

يقوم أعضاء منظمة «يكسرون الصمت» بجمع الأدلة والشهادات، التي تخضع لعملية تحقيق للتأكد من صحة المعلومات والبيانات من خلال شهود عيان آخرون أو من خلال البيانات والمعلومات التي تنشرها منظمات حقوق الإنسان الأخرى التي تعمل في نفس المجال، ثم تنشر تلك المعلومات بعد التأكد الكامل من صحتها دون الكشف عن هوية الجنود لحمايتهم وتشجيعهم على الحديث. وفي أغلب الأحيان يطالبون الشهود بعدم ذكر أسماءهم بسبب الضغوط التي تمارس من قبل المسؤولين العسكريين الذين يحظرون عليهم الحديث مع عناصر مدنية. تنشر تلك الإفادات على الموقع الإلكتروني الخاص بالمنظمة للاعتراف بحقيقة ما يجري في الأراضي المحتلة.
تموّل المنظمة من قبل مؤسسات وأفراد وصناديق مثل صندوق إسرائيل الجديد وصندوق موريا، فضلاً عن تمويلها من الوكالة الإسبانية للتعاون الدولي والاتحاد الأوروبي وغيرها.

## منظمة أطباء لحقوق الإنسان - إسرائيل
أطباء من أجل حقوق الإنسان هي رابطة غير حكومية وغير ربحية، تأسست أثناء الانتفاضة الفلسطينية الأولى في الأراضي المحتلة عام 1988، بمبادرة من الدكتور «روحاما مارتون» الذي يشغل الآن منصب رئيس الجمعية؛ وهي منظمة ضد التعذيب في مراكز الاعتقال في إسرائيل، وتركز على وجه الخصوص ضد مشاركة الأطباء في التعذيب وتنادي بالإبلاغ عن أي حالات تعذيب. ينقسم عملها بين عيادتين، تقدم إحداهما خدمات الرعاية الصحية الأولية للمتشردين في تل أبيب، وتعمل الثانية من أربع أو خمس مرات في يهودا والسامرة. ولها عيادات قانونية في جامعة تل أبيب.
قامت هذه المنظمة على أساس التضامن والالتزام المتبادل والعدالة الاجتماعية واحترام حقوق الإنسان ونبذ العنف. وهي تعارض الاحتلال وتعمل على إنهائه لأنه سبب في انتهاك حقوق الإنسان. تناضل هذه الرابطة من أجل حقوق الإنسان بصفة عامة والحق في الرعاية الصحية بصفة خاصة في إسرائيل. تؤمن هذه الرابطة بأن لكل شخص الحق في الرعاية الطبية وأنه يعد الأساس الذي تشتق منه الحقوق الأخرى، ويؤمنون أيضاً أنه من الواجب على دولة إسرائيل تنفيذ هذا الحق بشكل متساوٍ بين جميع السكان والأفراد الخاضعين لسيطرتها مثل الفلسطينيين في الأراضي المحتلة، والبدو في القرى غير المعترف بها في صحراء النقب، والأسرى المعتقلين ذوي الأحوال المدنية المعدمة واللاجئين وغيرهم. 
ترى الجمعية أن الطب له دور هام في مكافحة انتهاكات حقوق الإنسان وتطبيق الحق في الرعاية الطبية على أساس أخلاقيات الطب. كما تناضل تلك الجمعية ضد احتلال الأراضي الفلسطينية والنضال المستمر ضد التعذيب، والقتل دون محاكمة، وأيضاً ضد الاعتقال التعسفي والحبس الانفرادي. ويتركز نشاط الجمعية على الاهتمام بالرعاية الصحية بأوسع معانيها مثل حرية التنقل والمياه النظيفة والصرف النظيف والتغذية المناسبة والسكن اللائق وإمكانية التعليم وفرص العمل وعدم العنف.

## مركز عدالة
تأسس مركز عدالة عام 1996 من أجل دفع وتعزيز حقوق المواطنين العرب في فلسطين، والدفاع عن حقوق الفلسطينيين الذين يقطنون في الأراضي المحتلة. وهو مركز مستقل ومسجل في إسرائيل كجمعية غير ربحية.
لتحقيق غاياته، يسعي مركز «عدالة» لدفع الحقوق على الأراضي والتخطيط والسكن، وقضايا «هدم البيوت في المناطق الفلسطينية». والحقوق المدنية والسياسية والثقافية والدينية، وحقوق النساء والأسرى، ويدافع أيضاً عن حقوق الفلسطينيين الذين يعيشون تحت الاحتلال منذ عام 1967 عن طريق المرافعة في المحاكم الإسرائيلية والمحافل الدولية في قضايا مركزية تخص الحماية الحقوقية وفقاً للقانون الدولي الإنساني. لذا يطرح مركز عدالة على بساط البحث أمام المحاكم الإسرائيلية المختلفة مسائل ذات بعد جماعي؛ كما يتوجه إلى المؤسسات والمنتديات الدولية، ويسعي لتغيير القوانين التي تمس بحقوق المواطنين الفلسطينيين، ويوفر الاستشارة القانونية والقضائية، ويمنح المتدربين والمحامين الجدد تأهيلاً وتدريباً في مجال حقوق الإنسان.
ينشر المركز تقارير تختص بالشؤون القضائية. ويقترح إقامة دستور قانوني يعترف «بحدود 67»، كما يسعى للاعتراف بحق تقرير المصير. وهذا الدستور يقترحه محامون وأكاديميون ومثقفون فلسطينيون من إسرائيل. كما يعترف مركز عدالة بأن إسرائيل هي المسؤولة عن الحفريات التي تتم تحت جبل الهيكل والتي تعرض المسجد الأقصى للخطر. هذا وقد قدم 185 دعوة صريحة عن مسؤولية إسرائيل لحماية الفلسطينيين.
يحمي المركز أيضاً حقوق الأقليات العربية في إسرائيل من خلال تقديم الالتماسات إلى محكمة العدل العليا الإسرائيلية التي تقتضي من الدولة فتح المدارس والعيادات والاعتراف بالقرى البدوية في النقب. اقترح مركز عدالة إلغاء قانون العودة؛ وبدلاً من تعريف إسرائيل كدولة يهودية، يعرفها كدولة قومية ثنائية، وأنها تشارك أيضاً في تقديم الالتماسات لاستئناف ضخ الوقود وإيصال التيار الكهربائي لقطاع غزة. عدالة مؤسسة تمول عن طريق تبرعات من صناديق وأفراد، مثل الصندوق الجديد لإسرائيل وصندوق ألمانيا وغيرها من الصناديق. وهي حائزة على كثير من الجوائز، على سبيل المثال جائزة الامتياز والإدارة السليمة من مؤسسة التعاون، وأيضاً جائزة «هيرمان شقارتس» للقانون والعدالة الاجتماعية من قبل الصندوق الجديد لإسرائيل.

## جوش شالوم
تأسست منظمة "كتلة السلام" عام 1993 بعدما أقدمت حكومة "إسحق رابين" على طرد أربعمائة مناضل فلسطيني إلى الحدود اللبنانية فيما عرف بمبعدو مرج الزهور، وترى هذه الحركة بأن إسرائيل يجب أن تنسحب من كل الأراضي المحتلة، ومن بينهما القدس الشرقية وتطالب أيضاً بأزالة المستوطنات، ولكن عدد افراد هذه الحركة لا يتجاوز بضع مئات، وأنها تتلقى معارضة شديده من الا تجاهات اليمينية وحركات الاستيطان الإسرائيلية. وأنها اسست على يد داعية السلام "اورى افنيرى" فهو واحد من أبرز من يطلق عليها وصف"اليسار في إسرائيل. الذي يقدم نفسه دائما باعتباره "حمامة" إسرائيلية، ولم يجد غضاضة في أن يتبنى في كتابه "إسرائيل بدون صهيونيين" الفكرة الخادعه التي تقول بأن حرب 1967، حرب لم يكن يريدها أحد، وهذا الزعم يغطى على واقع كونها حرب عدوانية تم التخطيط والاعداد لها بدقه وعن عمد في انتظار اللحظة المناسبة، وأنها تعتبر حركة يسارية راديكالية، والأهداف الرئيسية للحركة هو التأثير على الرأي العام الإسرائيلي وقيادته نحو السلام، والمصالحة مع الفلسطينيين على اساس المبادئ التالية فهى نهاية السيطرة الإسرائيلية في المناطق المحتلة، والاعتراف بحق الشعب الفلسطيني في اقامة دولة ذات سيادة في جميع المجالات، وامكانية تبادل الأراضي بالاتفاق بين الطرفين، وانشاء القدس عاصمة للدولتين. وتهدف أيضاً إلى أن تكون القدس الشرقية غالبية البلدة القديمة وجبل الهيكل تكون عاصمة للفلسطينيين، والقدس الغربية بما في ذلك الحي اليهودي وحائط المبكى بمثابة عاصمة لإسرائيل، وتهدف أيضاً لمبدأ الاعتراف بحق العودة للآجئين الفلسطينيين، والسعي لتحقيق السلام الشامل بين إسرائيل وجميع الدول العربية وإنشاء اتحاد إقليمي. وهي منظمة لا تتلقى أي تمويل من حكومات أجنبية، وأن لها نشاطات كثيرة وتشارك في بناء المنازل التي دمرها الجيش الإسرائيلي، كما انها تشارك في المقاطعة بمبادرة من المنتجات الإسرائيلية وأيضاً لها أنشطة ضد الجدار العازل، وأنها تعترف بأن "إسرائيل بلد عدوانية وتحافظ على نظام الفصل العنصري ضد الفلسطينيين والتميز ضد عرب إسرائيل، وأنها تقوم بجرائم حرب وتعمل على تجويع السكان". وأنها جماعة لديها أمل ورغبة وأحلام كبيرة ولكنها لا تساوى شيئاً داخل مجتمع يشعر فيه هؤلاء بالعجز الكامل عن التأثير.

## مركز مساواة
تأسس عام 1997، جمعية غير هادفة للربح، يتكون من ناشطين في جمعيات ومؤسسات حقوق الإنسان، وانه يعمل على تحسين أوضاع ومكانة المواطنين العرب الفلسطينيين، يتعاون المركز مع منظمات غير حكومية والسلطات المحلية والأحزاب السياسية، والمركز يحافظ على علاقات العمل والتعاون مع منظمات حقوق الإنسان وسفارات في إسرائيل والخارج، وأنها تهدف لتحقيق المساواة الكاملة بين اليهود والعرب في إسرائيل وفقا لمبادئ «دولة لجميع مواطنيها». يتلقى المركز الدعم من قبل المنظمات والبلدان التي تؤمن بحقوق الإنسان وحقوق الأقليات القومية. يحتفظ المركز باستقلاله في اتخاذ القرارات وتطوير برامج العمل بحسب احتياجات المجتمع العربي، ويركز أيضاً على تعزيز مكانة المرأة ودورها في المجتمع. وفي المركز تعمل عدة مشاريع مثل مشروع تغيير المكانة القانونية للجماهير العربية ومشروع تغيير المكانة الاقتصادية والاجتماعية للمواطنين العرب في فلسطين وغيرها من المشاريع، يعمل مركز مساواة مع منظمة العفو الدولية وعدة منظمات للتحرك ضد التميز ضد المواطنين ويعتبر المركز نفسه فلسطينياً وأيضاً له صحيفة لعرب إسرائيل والعرب الفلسطينيين، إذ يعتبر نفسه جزء من الشعب الفلسطيني والأمة العربية. وقد اعترف بعملية الرصاص المصبوب في غزة، والانتهاكات الصارخة للقانون الإنساني الدولي والجرائم القاسية التي يمارسها الإسرائيليون ضد الشعب الفلسطيني.
يهدف المركز إلى تغيير الطابع اليهودي للدولة بما في ذلك العلم الإسرائيلي والنشيد الوطني الإسرائيلي وإلغاء قانون العودة، لهذا لقي كثير من ردود الأفعال السيئة. يكرس مركز مساواة نشاطه على مجالات مثل الاقتصاد والعدالة القانونية والسياسية وحماية الإنسان ومكافحة العنصرية، والتواصل بين العرب الفلسطينيين في إسرائيل والفلسطينيين في الأراضي الفلسطينية المحتلة وخارجها، هناك مؤسسات شريكة لهذا المركز، منها على سبيل المثال «محسوم ووتش»، «تحالف النساء لأجل السلام»، «جمعية حقوق المواطن في إسرائيل» وغيرهم؛ ومن أهم الصناديق الداعمة لهذا المركز الصندوق الجديد لإسرائيل وأيضاً الاتحاد الأوروبي وغيرها من الصناديق.

## كتاب عارضوا الصهيونية
هناك عدد قليل ممن لا يؤمنون بالصهيونية في العالم، وهؤلاء يقاومون الصهيونية بشدة، إما بدافع الشعور بالإنسانية على أساس أن الصهيونية مبدأ لا إنساني، وإما حرصأ على اليهود وخوفاً من مواجهتهم اضطهادأ جديداً بسبب الاندفاع الصهيوني، وإما بدافع قناعتهم بأن الصهيونية آلة يسخرها الاستعمار العالمي للمصالح على حساب اليهود والعرب معاً. وتعتبر الصهيونية هؤلاء المناهضين لها من اليهود أشد خطراً عليها من أية جهه أخرى غير اليهود، فهي تخشاهم وتحسب لهم ألف حساب.
فقد كان لما وضعه هؤلاء اليهود من مقالات ومؤلفات في مناهضة الصهيونية أكبر الأثر في تحويل وجهة نظر عدد كبير من الغربيين إلى عدالة القضية العربية الفلسطينية. فقد كان للكاتب الفرنسي مكسيم رودنسون كتاب بعنوان «إسرائيل والعرب» له أثر محسوس في الأوساط الغربية، وقد جاء هذا الكتاب ليدحض الدعاوى الصهيونية متنبئاً لها بالفشل المحتوم؛ وفي ذلك يقول «إن الصهيونية وإن نجحت اليوم في خلق الدولة اليهودية فإن إقامتها تبقى على أساس غير سليم... وإن القوة التي تعتمد عليها لن تدوم إلى الأبد». وهناك كتاب آخر لمؤلف فرنسي «ناتان وينستوك» بعنوان «الصهيونية وإسرائيل» وهو كتاب هام في ميدان الدعاية المناهضة للصهيونية، فهو يدحض الدعاوى الصهيونية التي تزعم بوجود قوى روحية تربط اليهود بالصهيونية ويبين كيف ظهرت الصهيونية في أواخر القرن التاسع عشر لتجنيد يهود العالم في خدمة الاستعمار العالمي.
وقد عارض الصهيونية أيضاً اليهود المتدينون الذين يعتبرون اليهودية مجرد تراث ثقافي بل هي انتماء ديني، وقد عارض الصهيونية أيضاً اليهود الاندماجيون (التوطنيون) وهم يهود غرب أوروبا (فرنسا وبريطانيا وألمانيا)، ومن ثم يهود الولايات المتحدة الأمريكية ما عدا يهود إسرائيل (الاستيطانيون).

## أورى افنيري
هناك عدد من اليهود في العالم وخاصة في إسرائيل مثل أوري أفنيري، وهو ناشط السلام المشهور جداً في إسرائيل، ولد في ألمانيا حيث حمل اسم "هلموت اوسترمان"، وقد هاجر إلى فلسطين عام 1933، وهو صحفي إسرائيلي، وأحد أشهر ناشطي اليسار في إسرائيل، كما أنه عضو كنيست سابق. اشتهر افنيرى بمقابلته ياسر عرفات في 3 يوليو 1982 أثناء حصار بيروت، ليكون بذلك أول إسرائيلي يقابل عرفات شخصيأ، وقد تحول افنيرى بعد ذلك نحو اليسار الإسرائيلي وأنشأ عام 1993 حركة كتلة السلام "جوش شالوم"، وخو يهودي علماني معارض لنفوذ اليهود الأرثوذكس على الحياة السياسية في إسرائيل، كما أنه من الناشطين سياسياً الداعين لحل الدولتين (دولة فلسطينية وأخرى إسرائيلية) تعيشان متجاورتين بسلام كحل للقضية الفلسطينية، وقد عمل على الترويج لأفكاره عبر العديد من النشاطات التي قامت بها حركته وعبر العديد من المقالات التي كتبها.

### من ضمن مقالات اورى افنيرى
مقال بعنوان «الجنرال جاكيل والصديق هايد» كان مضمونه ان المتطرفين اليمنيين من انصار الفكر الدينى القومى المتشدد موجودين بشكل كبير في الجيش الإسرائيلي ثم ينتقلون إلى الحياة السياسية كالعادة، وتاتى خطورة تقاريرهم وتعليماتهم للقياده السياسية وهكذا تدار السياسة الإسرائيلية نحو الفلسطينيين وقد ذكر في المقال«ان هناك جمهورا معارضا بكل جوارحه لمسيرة السلام، والتي تدفن حلم ارض إسرائيل الكبرى، وهو يغلف معارضته الايديولوجية بمبررات امنية ولا عجب في وجود اناس كهؤلاء أيضاًفي الجهاز الامنى، ولكن الآن يتضح انه يسيطرون على قطاعات هامه للغاية في الجيش، وفي جهاز الأمن العام» الشاباك«وفي الشرطة وحرس الحدود ولهم تأثير عظيم على مجريات الامور، ومن المحتمل انه بذلك يوجد تفسير لما حدث لمسيرة السلام، فقد تم تغير الصياغة النهائية لاعلان المبادئ وتم ادخال التعديلات عليه بأيدى رجال الأمن، الذين أرسلوا من قبل رابين. ومنذ ذلك الوقت يسيطر جنرالات عسكريون متقاعدون على كل خطوات السلام _هزل لا مثيل له _» بمعنى انه يوضح اليات وميزان القوى المهيمنه بأسرائيل منذ عدة سنوات حتى الآن وانه يعتبر سبب كافي لمحدودية تأثير قوى السلام وعجزها داخل المجتمع الإسرائيلي. ثمة مقال آخر بعنوان «حتى حجارة الجدران تستغيث» كان مضمونه التطهير العرقي الذي يمارسه المعتدون. والحجارات تستغيث فالجدران قد مزقتها العيارات ويتحدث عن المدن التي تم حصارها، وأيضاًتحدث عن حرب 48 وكان الجيش غير منظم انتهج فيها ما يسمى بالتطهير العرقى والحرب العرقية تختلف عن الحرب العادية لان الحرب العادية تدور رحاها بين الدول، وفي معظم الاحيان بسبب خلاف على منطقه بين هذه الدول اما الحرب العرقية فهى حرب لا يتطلع كل طرف في الاحتلال لمعظم الأراضي بل يتطلع لطرد الشعب الآخر منهما وتكون حرب قاسية ولأنها حرب تكون بين الشعوب على أرض معينة كل منهما يدعي بأنها أرضه.

## جدعون ليفي
معظم آراء جدعون ليفي التي صرح بها لصحيفة هآرتس واصفاً إسرائيل بأنها دولة عنصرية بحاجه لعلاج من الإدمان وأن من يريد سلاماً لا يواصل بناء المستوطنات، قائلاً «غسلوا أدمغتنا وعلمونا أن كل فلسطيني قاتل بالفطرة». ويقول أيضاً إن كفاحه الأكبر كان دائماً من أجل العمل على إضفاء صبغة إنسانية على الفلسطينيين، ومضيفاً أن هناك آلة كاملة في إسرائيل لغسل الدماغ، وأن الأطفال في إسرائيل يدرسون منذ الصغر مجموعة حكايات من الصعب التخلص منها، وهذه الروايات تتلخص بأننا نحن الإسرائيليون فقط ضحايا العالم وأن الفلسطينيين يولدون للقتل وأن حقدهم ضدنا أعمى وأن الفلسطينيون ليسوا بشراً مثلنا.
أطلق الجيش الإسرائيلي النار على جدعون ليفي وهدده أكثر من مرة. وطالب وزراء في الحكومات الإسرائيلية مراقبته وما يكتب باعتباره خطراً على الأمن القومي لأنه يريد الكشف عما يحدث في المناطق المحتلة. فقد طالب عدد كبير منهم بإسكاته. له عده مقالات توضح أن إسرائيل مارست عدة أشكال من الظلم على الفلسطينيين، وأن سفك الدماء والظلم وإهدار حقوق العرب عامة والفلسطينيين خاصة هي غاية إسرائيل لسلب أراضيهم وبناء مستوطنات عليها، بل تريد أيضاً تصفية العرب نهائياً من تلك الأراضي.

## الحاخام ديفيد يسرائيل وايس
ولد عام 1956 في نيويورك، وهو المتحدث باسم حركة ناطوري كارتا. ينتمي إلى مذهب ساتمار، وهو أكبر تجمع من اليهود الهاسيديك في العالم، وتعود جذور هذا التجمع إلى هنغاريا، وهو من أكثر المذاهب اليهودية الأرثوذكسية المعروفة عالمياً. ينتمي لجماعة من اليهود الأرثوذكس في القدس. وهذه الجماعة رفضت وما زالت ترفض الاعتراف بدولة إسرائيل. وأنها تأسست في فلسطين 1938، وأنها انفصلت عن «أجودات يسرائيل» أي جمعية إسرائيل التي أسست عام 1912 بهدف معارضة الصهيونية ولكن أفراد هذه الجماعة سرعان ما غرهم زيف الصهيونية وأموالها فالتجأوا اليها. أما الذين أرادوا الحفاظ على إيمانهم ومتابعة صراعهم ضد الصهاينة فانفصلوا عن «أجودات يسرائيل»

## الحاخام موشيه هيرش
موشيه هيرش يهودي فلسطيني ولد عام 1931 في نيويورك، وأصبح زعيماً لحركة ناطوري كارتا المعارضة للحركة الصهيونية ولدولة إسرائيل، وكان مقرباً من الرئيس الراحل ياسر عرفات الذي عينه وزيراً لشؤون اليهود في السلطة الوطنية الفلسطينية، ووفقاً لعقيدة ناطورى كارتا فإن إعادة دولة إسرائيل ستتم فقط عندما يأتي المسيح. وأية محاوله لاسترداد أرض إسرائيل بالقوة هي مخالفة للإرادة الإلهية.
توفى الحاخام المناهض للصهيونية «موشيه هيرش» إثر صراع طويل مع المرض. وكان وزيراً للشؤون الدينية في القدس. أعلنت أسرة هيرش نبأ وفاته عام 2010، حيث كان يعيش في حي «ميا شعريم». وقد فقد الحاخام هيرش إحدى عينيه عندما اعتدى عليه يهودي متشدد بحمض كاوٍ لأنه يدعم القضية الفلسطينية. ويلخص الحاخام «موشيه هيرش» سكرتير الطائفة للشؤون الخارجية قائلاً "إن التوراة أمرت اليهود بالعيش في سلام مع جيرانهم من غير اليهود في فترات الشتات، كما أعلنت قبول اتباع الحركة مغادرة القدس إلى أي مكان آخر يستطيع هؤلاء العيش فيه بموجب أحكام التوراة، واعترفت الحركة بكفاح الشعب العربى الفلسطيني وحقه في كامل تراب فلسطين، وبمنظمة التحرير الفلسطينية كممثل وحيد وشرعي للشعب الفلسطيني. وقد ندد الحاخام هيرش باحتلال الضفة الغربية وقطاع غزة، وأمرت أتباعها بعدم الذهاب إلى هذه المناطق، أو زيارة "حائط المبكى" لأن القدس فتحت عنوة، كما أدان غزو لبنان."

## المعارضة الصهيونية
معارضة الصهيونية تأخذ عدة أشكال، منها:
1. توجيه النقد للدولة الصهيونية واتهامها بعدم الالتزام بمنظومة القيم التي يؤمن بها اليهودي.
2. رفض المفهوم الصهيوني الخاص بمركزية إسرائيل في حياة الدياسبورا.
3. رفض الهجرة إلى إسرائيل، وهذا هو أهم أشكال المعارضة. ومن هنا فرق بن غوريون بين الصهاينة الحقيقيين الاستيطانيين الذين يهاجرون ويستوطنون فلسطين لبناء الوطن القومي، والصهاينة الزائفين المتوطنين الذين يتظاهرون. تتوسل الحركة الصهيونية بحجج ذات طابع معين وتلجأ إليها في معرض الدفاع عن أطماعها والتأكيد على صحة ما تدعيه من الحقوق في فلسطين. ومن الملاحظ عبر تاريخ الصهيونية الحديثة أن التشديد على حجة من تلك الحجج وإبرازها دون ما عداها تنوع وفقاً للظروف السائدة والاعتبارات الخاصة التي تمليها تلك الظروف، وكل هذا لتبرير أطماع الحركة الصهيونية بالإستيلاء على فلسطين وجعلها وطن الشعب اليهودي.

### الحجة الدينية
تقوم هذه الحجة على إبرازٍ متعمد ومفتعل في معظم نواحيه للعلاقة التي تربط الديانة اليهودية القديمة بأرض فلسطين، وبالتالي للصلات الروحية التي تشد معتنقي هذه الديانة إلى فلسطين باعتبارها أرض إسرائيل. ويزعم أصحابها أن الله وعد اليهود بفلسطين وأعطاهم إياها، ثم وعدهم حين طردوا منها على لسان الأنبياء بالرجوع إليها في الوقت المناسب. وتستمد هذه الفكرة بعض أبعادها الرئيسية ومضمونها الديني من العقيدة اليهودية المتأخرة حول محبي المسيح المنتظر وخلاص إسرائيل. ولذلك استندت الصهيونية إلى أسانيد من التوراة فيها إشارة إلى العودة إلى وطنهم وإعادة بناء هيكل سليمان، ومن ثم فإن عويلهم أمام حائط المبكى هو الأثر الباقي من أطلال هيكل سليمان.
أصل تسمية «صهاينة» هو من صهيون وهو اسم جبل في القدس، كما ورد في سفر أشعياء. والصهيونية هي الفلسفة القومية لليهود والتي أخذ اليهود تعاليمها من التوراة كتابهم المقدس ومن تلمودهم، حيث يعبر عن سيرتهم التي كتبها حاخاماتهم خلال مسيرة التغرب والشتات، واخيراً أخذت الصهيونية بروتوكولات حكمائها لخطة يسيرون عليها في تحقيق أهدافهم في ارجاء العالم، متناسين ما جاءت به اليهودية أصلاً وهي الديانة التي أتى بها نبي الله موسى عليه السلام وجعل مبدأهم يقوم أصلاً على استهجان الآخر. فعلى سبيل المثال، لقد اتخذت الصهيونية مما جاء في التوراة من وعد إلهي لإبراهيم منذ أربعة آلاف سنه «لقد أعطيتك هذه الأرض ولذريتك من بعدك» سنداً دينياً لها نسجت حوله التفسيرات والأساطير الواسعة لتجنيد جماهير اليهود في تحقيق مخططاتهم السياسية؛ وزعموا أن تعبير «ذرية إبراهيم» يعود إلى الذين يعتنقون اليوم الديانة اليهودية دون سواهم؛ ولكن المعنى واضح في «ذريتك من بعدك» أي «نسلك أعطي هذه الأرض» أي أنها تشمل كل نسل إبراهيم وليس جزء منه كما يريد اليهود لها أن تكون.

### الحجة القانونية
لقد تنبهت الحركة الصهيونية منذ قيامها إلى الصعوبات التي تكتشف إلى هاتين الحجتين وأدرك هرتزل منذ البداية أن الحق التاريخي المزعوم لليهود في فلسطين لا قيمة له على الإطلاق من الناحية القانونية العامة والدولية، فجاءت هذه المسألة لتحتل المنزلة الكبرى في التفكير والعمل السياسي الصهيوني خلال فترة العشرين عاماً الممتدة من تأسيس الحركة إلى صدور وعد بلفور سنة 1917. وتحدث هرتزل في خطابه الافتتاحي عن ضرورة توفير الأساس الحقوقي أو القانوني للاستعمار الصهيوني في فلسطين. ومن ثم تقدم في المؤتمر الصهيوني الثالث 1899 بالصيغة الرسمية لتوفير الضمانات القانونية العامة اللازمة لمشروع الاستعمار.
وحين قامت إسرائيل بعد مرور خمسين عاماً على عقد المؤتمر الصهيوني الأول قرر الذين وضعوا مسودة إعلان الاستقلال عرض الأحداث التي أدت إلى قيام إسرائيل على النحو الآتي:
1. ثيودور هرتزل هو الأب الروحي للدولة اليهودية
2. أعلن المؤتمر الصهيوني الأول حق الشعب اليهودي في تأسيس وطن قومي لليهود في فلسطين.
3. اعترف وعد بلفور بهذا الحق وأكده من جديد صك الانتداب الذي أقرته عصبة الأمم.
4. اعتراف كل من التصريح والصك على الصعيد الدولي بالأمرين التاليين:

- - أولاً: الصلة التاريخية بين الشعب اليهودي وفلسطين.
  - ثانيأ: حق الشعب اليهودي في إعادة تأسيس وطنه القومي.

1. أقرت الجمعية العامة للأمم المتحدة عام 1947 مشروع التقسيم الذي يدعو إلى إقامة دولة يهودية في أرض إسرائيل وناشدت سكان البلد اتخاذ الخطوات الكفيلة بوضع المشروع موضع التنفيذ.
2. يؤلف اعتراف هيئة الأمم المتحدة بحق الشعب اليهودي في إقامة دولته أمراً يتعذر الرجوع عنه أو إلغاؤه.

وهذه هي الحجة التاريخية التي تستند اليها إسرائيل والحركة الصهيونية في تبرير قيامها في فلسطين. ولقد بادرت الدول العربية وممثلو الشعب الفلسطيني آنذاك إلى إثارة شتى الاعتراضات القانونية والدستورية والسياسية ضد إقامة وطن لليهود في فلسطين، بالإضافة إلى ما ينطوى عليه المشروع من مشاكل تتعلق بتوزيع السكان والمرافق وقضايا الأمن والتجزئة الاقتصادية للبلد التي تشكل وحدة اقتصادية غير قابلة للتجزئة. ولا يخفى على كل من درس مشروع القرار ذلك الإجحاف الذي ألحقه بعرب فلسطين وحقوقهم المشروعة، كما أنه يمكن تلخيص النقاط الأساسية التي تضمنتها الحجة العربية في طعنها بحق إسرائيل في إقامة وطن قومي في فلسطين والطعن أيضاً في سلطة الأمم المتحدة في اتخاذ مثل هذا القرار؛ وهذه النقاط هي:
1. تأكيد الحق الثابت والأصلي لسكان فلسطين بتقرير دستورهم وحكومتهم في المستقبل.
2. الصمود والتأكيدات التي أعطتها بريطانيا للعرب أثناء الحرب العالمية الأولى، ومنها التصريح البريطاني الفرنسي عام 1918 بصدد استقلال البلاد العربية ومستقبلها عند نهاية الحرب هل كانت تشمل فلسطين أم لا؟
3. هل تصريح بلفور الذي أعطى دون معرفة سكان فلسطين الأصليين أو موافقتهم يتمتع بالصحة القانونية ويلتزم به شعب فلسطين؟

إلى غير ذلك من الأسئلة التي رفعت إلى محكمة العدل الدولية بصدد موضوع التقسيم، إلا ان الضغوط الدولية داخل هيئة الأمم المتحدة وعلى رأسها التدخل الأمريكي تحول دون الحصول على عدالة. ومن هنا نستطيع القول أن قرار التقسيم فاقد للسند القانوني والمعنوي.